# Уикс, Мэри
Мэри Уикс (англ. Mary Wickes, урождённая Мэри Изабелль Викенхаузер (англ. Mary Isabelle Wickenhauser), 13 июня 1910 — 22 октября 1995) — американская актриса.

## Биография
Мэри Уикс родилась в Сент-Луисе в семье с немецкими и ирландскими корнями, и выросла протестанткой. В 18-летнем возрасте она окончила Университет Вашингтона в Сент-Луисе со степенью по политологии. Хотя она планировала карьеру юриста, любимый профессор посоветовал ей попробовать себя в драматургии, и она сменила направление. В 1934 году она дебютировала на Бродвее в постановке «Фермер выбирает супругу» с Генри Фонда в главной роли. С конца 1930-х годов стартовала её кинокарьера, а первую крупную роль Уикс сыграла в фильме «Человек, который пришёл к обеду» в 1942 году. В том же году заметными стали её роли острой на язык медсестры в драме «Вперёд, путешественник» с Бетт Дейвис в главной роли, а также в комедии «Кто это сделал?» с Эбботтом и Костелло. В последующем десятилетии Мэри Уикс продолжала появляться на киноэкранах в ролях второго плана, исполняя при этом, как и прежде, остроумных и забавных героинь. В 1949 году сыграла Мэри Поппинс в телепостановке книги.
В 1950-х годах Мэри Уикс переместилась на телевидение, где в дальнейшем появилась во многих сериалах и телешоу, среди которых «Я люблю Люси», «Шоу Дорис Дэй», «МЭШ», «Она написала убийство», «Тайны отца Даулинга» и многих других. В сериале «МЭШ» Мэри Уикс сыграла незабываемую роль полковника Риз со внешностью черепашки и причёской Леи из «Звёздных войн».
В 1956 году Уикс играла с Телмой Риттер в эпизоде «Няня» в сериале «Альфред Хичкок представляет». Уикс также появился в двух эпизодах Zorro (1957). В сезоне 1961–62 она снималась в роли Максфилда вместе с Гертрудой Берг и Седриком Хардвик в фильме «Mrs. G. Goes to College». За свою работу в ситкоме Уикс была номинирована на премию «Эмми» за «Лучшую женскую роль второго плана».
В последние годы своей кинокарьеры Мэри Уикс была известна, прежде всего, по ролям в фильмах «Открытки с края бездны» (1990), где она исполнила роль матери героини Ширли Маклейн, «Действуй, сестра» (1992) и «Действуй, сестра 2» (1993), сыграв там монахиню Марию Лазарь, и «Маленькие женщины» (1994). Спустя год после своей последней кинороли у актрисы начались серьёзные проблемы со здоровьем: у неё были диагностированы рак молочной железы, почечная недостаточность, массовые желудочно-кишечные кровотечения, тяжёлая гипотония, ишемическая кардиомиопатия и анемия, которые в своей совокупности привели к её кончине во время операции 22 октября 1995 года. Актриса была похоронена рядом с родителями в небольшой деревушке Шилох в штате Иллинойс.
Мэри Уикс никогда не выходила замуж, и всё своё состояние в размере двух миллионов долларов и большое имение она завещала Мемориальному библиотечному фонду телевидения, кино и театра.